# Clytie lutea
Clytie lutea là một loài bướm đêm trong họ Erebidae.